# Семенко, Пётр Павлович
Пётр Павлович Семенко — советский хозяйственный и государственный деятель, лауреат Государственной премии СССР за выдающиеся достижения в труде.

## Биография
Родился в 1942 году. Член КПСС.
В 1962—1978 — строитель, десятник, производитель работ, старший производительность работ комплексной бригады под руководством Николая Анатольевича Злобина, начальник участка СУ-111 «Зеленоградстроя».
За внедрение эффективных форм хозяйствования был в составе коллектива удостоен Государственной премии СССР за выдающиеся достижения в труде 1975 года.
В 1978—1991 годах — начальник СУ-111 «Зеленоградстроя».
Умер в 2022 году в Зеленограде.

## Награды
- Орден Ленина (16.01.1981)
- Орден Знак Почёта (06.02.1973)